# Marcus Ulfrum
Marcus Ulfrum (Wulfrum, Wolfrom), död i maj 1592 i Kalmar, var en tysk-svensk snickare och bildhuggare.
Ulfrum värvades troligen på order av Gustav Vasa under Jakob Richters resa till Tyskland 1558. Han finns omnämnd i räkenskaperna för Kalmar slott från 1561 och när Richter avled 1571 utsågs han att achte på slottzens byggning...till thess ther kan komme någen annen mer kompetent efterträdare. Efter att Johan Baptista Pahr utsågs till slottsbyggmästare 1572 fick Ulfrum återgå till sitt hantverksarbete. Han var även delaktig i arbeten på Kronobergs slott och fick under några år särskild ersättning för att akta på ämbetsfolket vid Kalmar. Det är oklart vilka arbeten Ulfrum utförde på de båda slotten men man antar att han tillsammans med Urban Schultz utförde intarsiadekorationerna i Kungsmaket på Kalmar slott.